# Microsoft Office
Microsoft Office je programski paket namijenjen uredskoj obradi podataka kojeg je razvio Microsoft za operativne sustave Microsoft Windows i Appleov macOS.
Prvo izdanje je predstavljeno 1. kolovoza 1988., a sadržavalo je Microsoft Word, Microsoft Excel i Microsoft PowerPoint.
Kroz godine su aplikacije unutar paketa postale sve više povezane pomoću dijeljenih značajki – npr. alata za provjeru pravopisa, tehnologije Object Linking and Embedding i skriptnog jezika Visual Basic for Applications.
Uobičajena izdanja paketa sadrže program za obradu teksta (Word), proračunske tablice (Excel), prezentacije (PowerPoint), klijent za e-poštu (Outlook), program za upravljanje bazama podataka (Access) i za stolno izdavaštvo (Publisher).
Uz uobičajena izdanja za stolna računala, Microsoft razvija i izdanja uredskog paketa za mobilne uređaje pokretane Androidom i iOS-om, te verziju pokretanu unutar internetskog preglednika zvanu Office on the web.
U listopadu 2022. godine, Microsoft je najavio da će umiroviti brend "Microsoft Office" i početi koristiti brend "Microsoft 365" za svoj uredski softver i druge povezane usluge. Promjena je trebala stupiti na snagu do siječnja 2023. godine, a stari naziv bi se koristio samo za starije proizvode koji se još uvijek nalaze u ponudi. Taj je plan ipak djelomično obustavljen u studenom 2023. g. kada je izdana testna verzija paketa Office 2024.

## Programi

### Microsoft Word
Program namijenjen obradi teksta. Omogućuje pisanje i oblikovanje teksta: oblikovanje stila i veličine fonta, dodavanje tablica, slika, grafikona i ostalih dokumenata iz drugih Office programa.

### Microsoft Excel
Program namijenjen za izradu tabličnih proračuna. Uglavnom služi za rješavanje problema matematičkog tipa (troškovnici, računi). Računa uz pomoć tablica koje mogu sadržavat veliki broj polja.

### Microsoft PowerPoint
Program namijenjen izradi prezentacija. Koristi se kao pomoćno sredstvo u predavanjima i predstavljanjima nekih problema, proizvoda, usluga...

### Microsoft Outlook
Program namijenjen slanju i primanju elektroničke pošte, planiranju i pregledu obaveza pomoću kalendara, radu s adresarom i kontaktima.

### Microsoft Access
Program za upravljanje relacijskim bazama podataka.

### Microsoft FrontPage
Program namijenjen uređivanju HTML-a. Služi za izradu web mjesta.

### Microsoft Publisher
Program namijenjen za izradu različitih publikacija: pozivnica, posjetnica, letaka, časopisa...

## Inačice

### Microsoft Office 97
Inačica koja je implementirala dotada najviše mogućnosti vezanih uz upravljanje tekstom.

### Microsoft Office 2000
Stabilna inačica koja je u ovoj inačici ispravila sve nedostatke prethodne verzije uz inuitivnije korisničko sučelje.

### Office 2003
Office 2003 je inačica Microsoft Office-a, objavljena 2003. godine. Svojim mogućnostima postavila je nove standarde upravljanja tekstom.

### Microsoft Office XP
Office XP je pušten u prodaju 2001. godine. Uspješno je zamijenio Office 2000 i nazivom XP je pokušao iskoristiti popularnost Windows XP operativnog sustava. 

### Office 2007
Office 2007 je inačica Microsoft Office-a objavljena 2006. godine. U odnosu na prethodne inačice starim korisnicima donosi dvije bitne stvari
- nove formate dokumenata, bazirane na kompresiranom XMLu (docx, xlsx) koje starije inačice ne mogu čitati
- potpuno izmijenjeno korisničko sučelje koje korisnici ne mogu prilagoditi da izgleda onako kako je izgledalo u prijašnjim inačicama.

### Office 2010
Microsoft Office 2010, inačica 14 (2007 bio je inačica 12, pa je 2010 inačica 14 zbog praznovjerja) u prodaji je od 15. lipnja 2010. Microsoft je rekao da ljudi ne preuzimaju neslužbenu, beta verziju Office 2010 s piratskih stranica, jer su, kažu, analizom utvrdili da u nekim preuzimanjima ima trojanskih konja.
Office 2010 sadrži mnoge nove funkcije, a neke od njih su:
- Vrpca u svim Office programima, uključujući Outlook i Publisher
- Poboljšane performanse programa
- Office Backstage (Zamjenjuje izbornik "Datoteka" u verzijama 2003 i niže, i Office Izbornik u Office 2007)
- Novi grafički sustav
- Video podrška u PowerPointu
- Nove teme

## Office na hrvatskom
Inačice objavljene na hrvatskom su:
- Microsoft Office 2000
- Microsoft Office XP
- Microsoft Office 2003
- Microsoft Office 2007
- Microsoft Office 2010
- Microsoft Office 2013

### Office 2003 na hrvatskom
U Office-u 2003 na hrvatski su prevedeni: Microsoft Word, Microsoft Excel, Microsoft PowerPoint i Microsoft Outlook

### Office 2007 na hrvatskom
U Office-u 2007 je preveden cijeli Office, uključujući pomoć i podršku.

### Office 2010 na hrvatskom
Objavljen je 21. listopada 2010. godine. Novo korisničko sučelje Office-a 2010 dopunjeno je s gotovo 600.000 riječi i sustav pomoći ažuriran je i dopunjen s više od 805.000 riječi.

### Office 2013 na hrvatskom
U Office-u 2013 je preveden cijeli Office, uključujući pomoć i podršku.